# أليكس بارو
أليكس بارو (6 مايو 1992 بباث في المملكة المتحدة - ) (بالإنجليزية: Alex Barrow)‏ هو لاعب كريكت بريطاني. لعب مع نادي مقاطعة سومرست للكريكت ‏.

## وصلات خارجية
- أليكس بارو على موقع إي آس بي آن كريك إنفو (الإنجليزية)